# Magda Mautner von Markhof

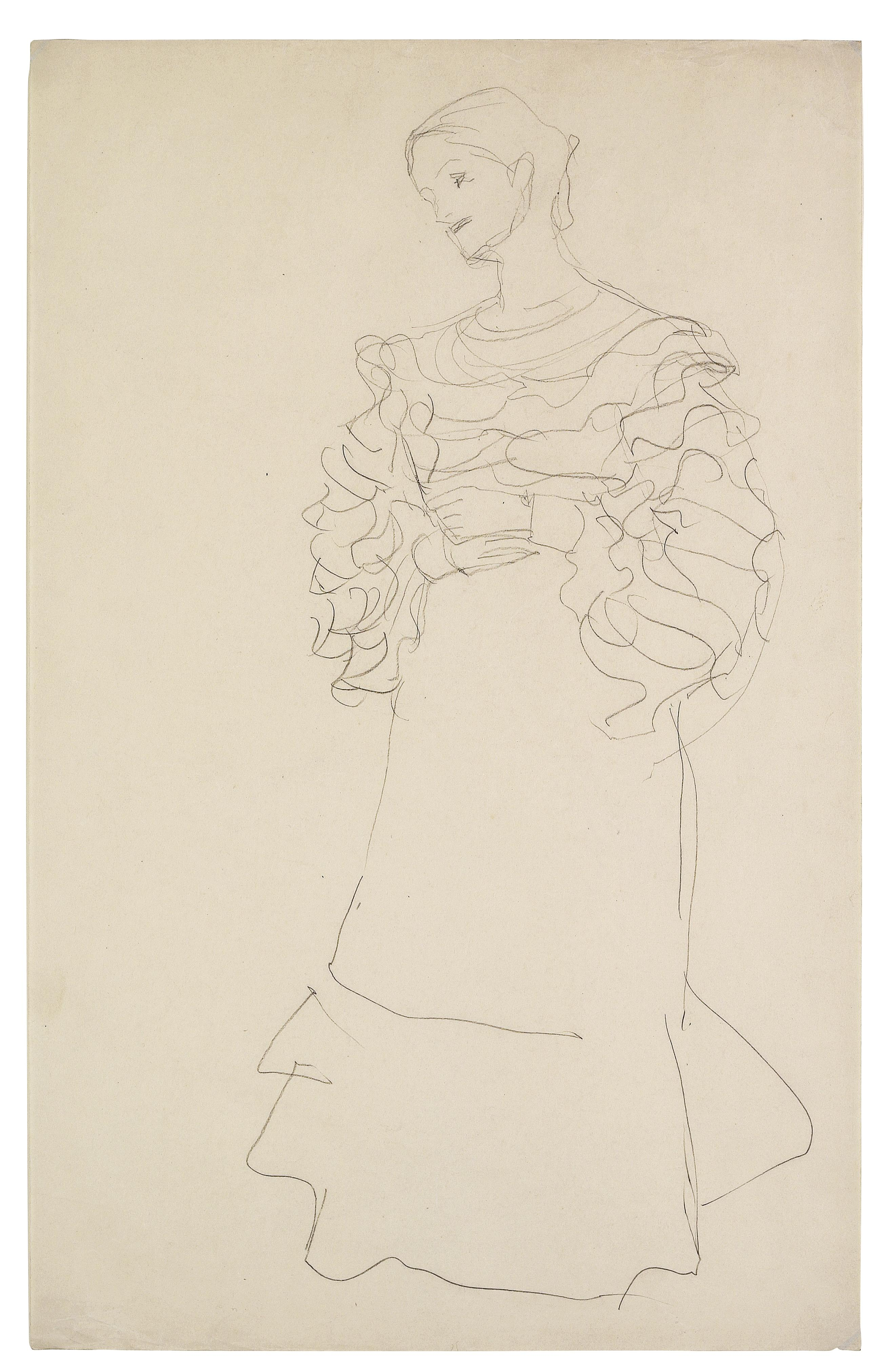
Magda Mautner-Markhof, Studie von Gustav Klimt 1904/05

Magdalena „Magda“ Mautner von Markhof (* 14. April 1881 in Wien; † 22. August 1944 in Salzburg, Ehename Grasmayr) war eine österreichische Kunstgewerblerin, Kunstsammlerin und Mäzenin.

## Leben und Werk
Sie stammte aus einer Großindustriellenfamilie Mautner Markhof. Ihre Mutter war Editha Sunstenau von Schützenthal (1846–1918), die zweite Ehefrau des Industriellen Carl Ferdinand Ritter Mautner von Markhof (1834–1896 Suizid). Ihre ältere Schwester war die Frauenrechtlerin Hertha Anna Mautner von Markhof, verheiratete Mautner-Jäger (1879–1969), Bauherrin der Villa Mautner-Jäger. Ihre jüngere Schwester war Editha Moser. Es gab sieben weitere Halbgeschwister aus erster Ehe des Vaters.
Im Haushalt der Eltern verkehrte die künstlerische Elite der damaligen Zeit. Neben Gustav Klimt, Josef Hoffmann, Koloman Moser gehörten auch Bruno Walter und Gustav Mahler zu den Gästen im Palais in der Wiener Landstraße. Magda Mautner von Markhof gehörte am 18. November 1903 gemeinsam mit ihrer Mutter zu den Begründerinnen des „Neuen Frauenclubs“.
Ab dem Jahr 1901 studierte Magda Mautner von Markhof an der Wiener Kunstgewerbeschule bei Alfred Roller. Später wurde sie bei Cuno Amiet in Oschwand und bei Maurice Denis in Paris ausgebildet. Ihre Werke wurde zuerst in der Zeitschrift Die Fläche veröffentlicht. 1908 war ihr Puppenhaus auf der Kunstschau Wien zu sehen. Mit Maria Cyrenius reiste sie 1910 nach Paris und schrieb sich an der Academie Ranson ein. Sie war Mitglied des Österreichischen Werkbundes. Ihr Arbeitsschwerpunkt lag vor allem auf dem Gebiet der Graphik und Mode.
Magda Mautner von Markhof wohnte im Familienpalais in Wien 3 in einem Appartement mit dazu gehörigem Atelier. Die Inneneinrichtungen für beide Räumlichkeiten wurden von Josef Hoffmann entworfen. Dort verkehrten u. a. Albert Paris Gütersloh und Alfred Gerstenbrand.
Mautner von Markhof begann zeitgenössische österreichische Kunst zu sammeln. Sie besaß verschiedene Skizzen von Gustav Klimt sowie das ursprünglich Fritz Waerndorfer gehörende Bild Die Hoffnung I von Gustav Klimt (1903) sowie das Bild Herbstbaum in bewegter Luft von Egon Schiele. Auch für internationale Kunst zeigte sie Interesse, beispielsweise besaß sie das Bild Femmes sur la plage von Edouard Manet.
Sie heiratete Alois Grasmayr am 5. November 1913. Die Trauzeugen des Paares waren der Schriftsteller und Kunsthistoriker Ludwig Prähauser (1877–1961) und der Dramatiker, Regisseur, Kritiker und Autor Hermann Bahr. Das Ehepaar lebte nach der Hochzeit in Salzburg und Magda Grasmayr zog sich aus dem künstlerischen Schaffen zurück. Sie betätigte sich stattdessen als Mäzenin. Ihre Villa auf dem Salzburger Mönchsberg wurde ein bekannter Treffpunkt für Künstler. Magda Grasmayr veröffentlichte auch Gedichte im Wiener Tagblatt.
Das Paar Grasmayr hatte vier Söhne. Der älteste Sohn Klaus wurde 1914 geboren. Zwei Söhne, der Maturant Gottfried Grasmayr und der Jurist Peter Grasmayr, starben im Zweiten Weltkrieg, der jüngste Sohn starb als Kind.

## Rezeption
Von den Ausstellungsobjekten der Kunstschau Wien 1908 repräsentiere das secessionistische Puppenhaus von Magda Mautner von Markhof die damals progressiven Ideen der „Kunst fürs Kind“-Bewegung. Es zeige die Widersprüche der Bewegung. Oberflächlich sei es der Inbegriff der funktionalen Schönheit. Seine Außen- und Innenarchitektur waren Josef Hoffmanns Bauprojekten sehr ähnlich. Das Puppenhaus ähnle dem Haus Moll auf der Hohen Warte. Aber gerade diese Nachahmungen langweilten Kinder am Ende.
Ludvig Hevesi bemerkte über die Vollständigkeit der Innenausstattung humorvoll, moderne Puppen hätten Ansprüche und seien erst zufrieden, wenn alles „bis ins kleinste Möbelstück und … sogar mit Garten“ ausgestattet sei. „Eine reiche, modernistische Puppe, die gerade geheiratet hat, kann sich kaum ein komfortableres oder intelligenteres Zuhause wünschen. Sofort beziehbar; ich glaube, nur die Bett- und Tischwäsche muss noch bestickt werden.“
Kuzmany sah eine Karikatur der Innenarchitektur, um Kindern mit Humor eine Ästhetik für Alltagsgegenstände beizubringen. Die Gestaltung des Puppenhauses war reformistisch gemeint. Mädchen wurden hier nicht spielerisch auf eine Hausfrauenrolle vorbereitet. Aufwändige Haushaltsgeräte fehlten. Keiner der Innenräume war in seiner Nutzung definiert, da die einfachen, geometrischen Möbel austauschbar waren. Doch unterschied sich das perfekte, geschlossene Design in der Spielvarianz wenig von Spielzeugmassenprodukten. Es sei nicht abstrakt genug, um die Fantasie des Kindes anzuregen.

Secessionistisches Puppenhaus
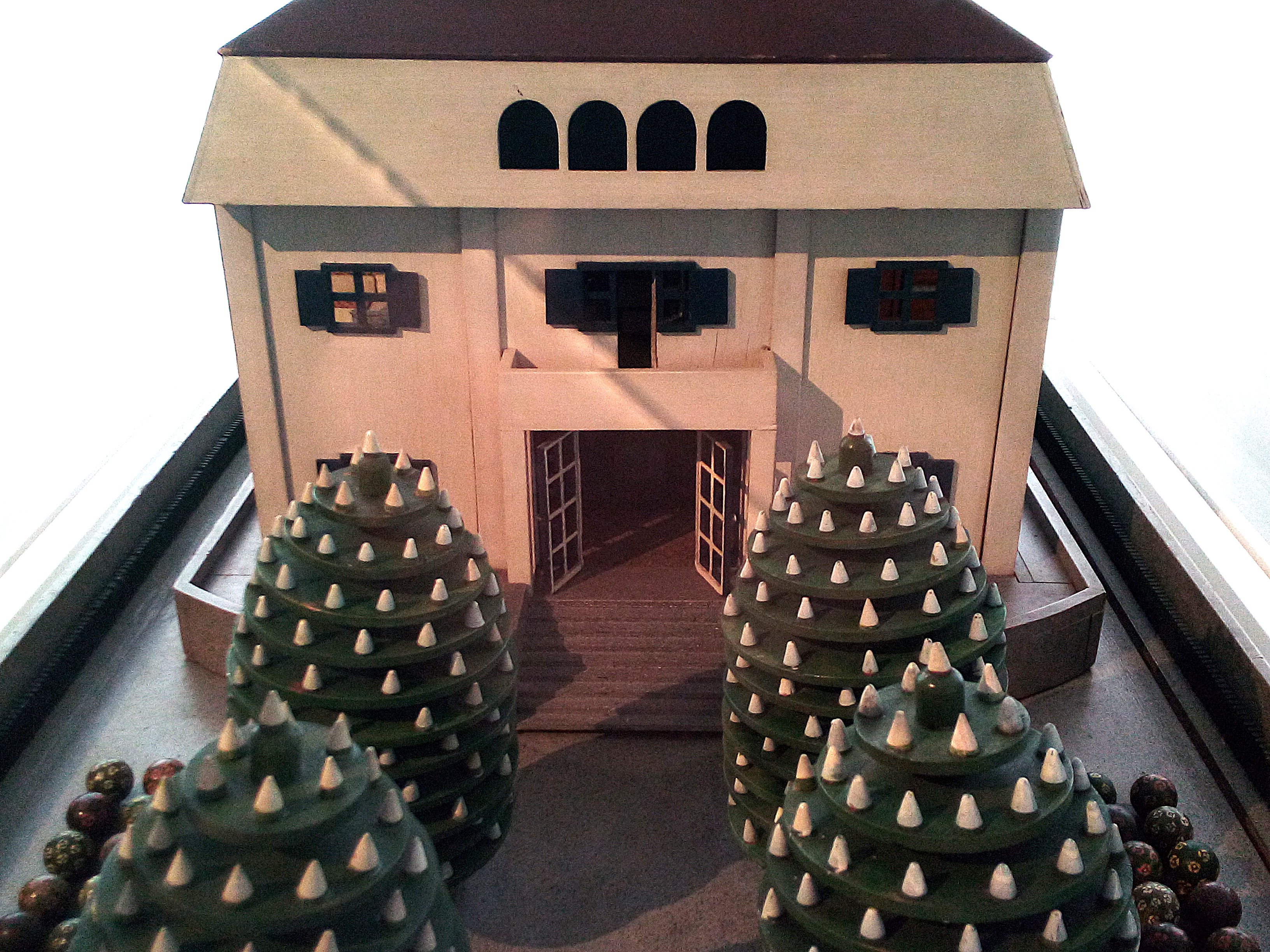
Außenansicht mit Garten
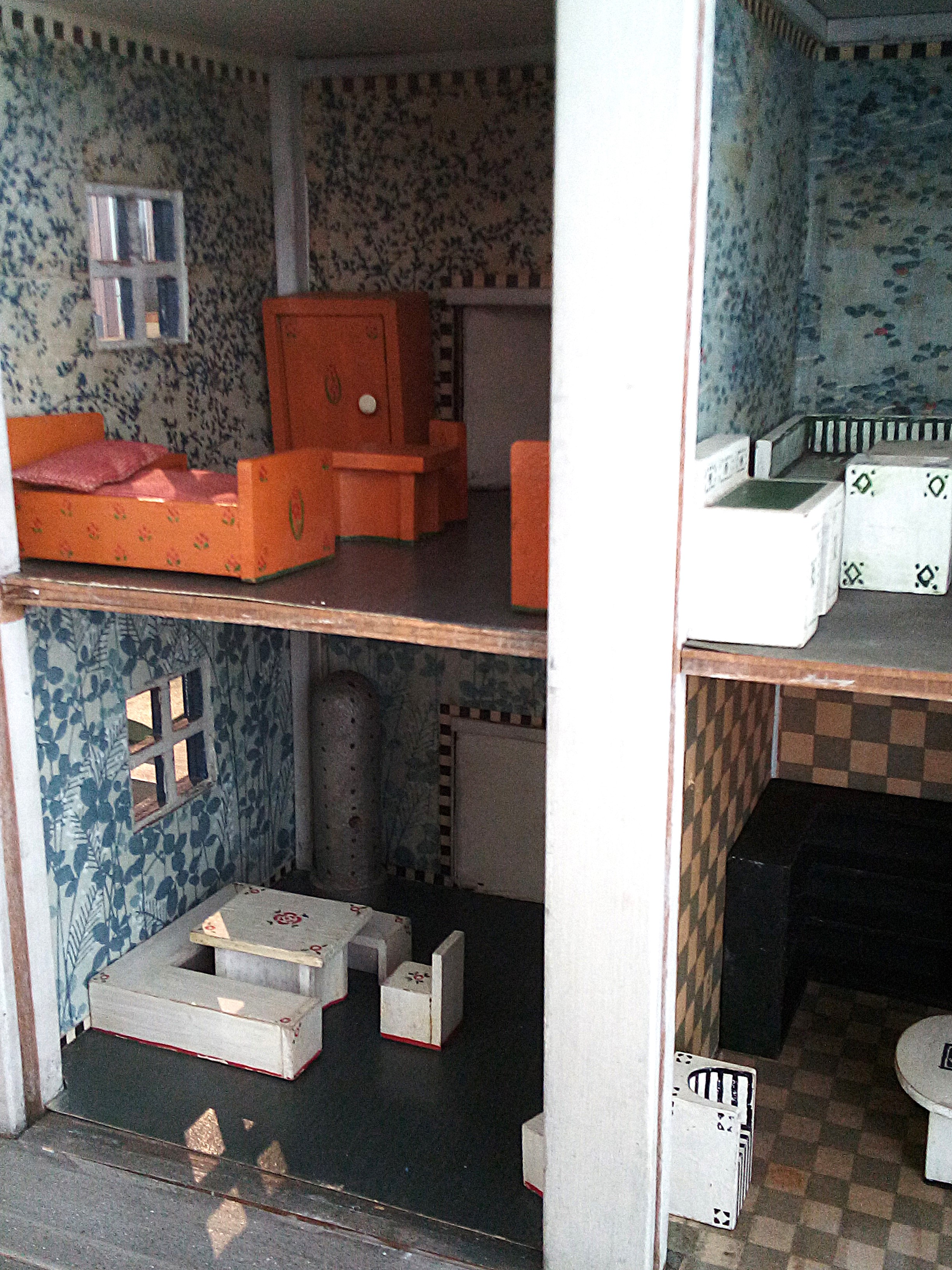
Innenräume
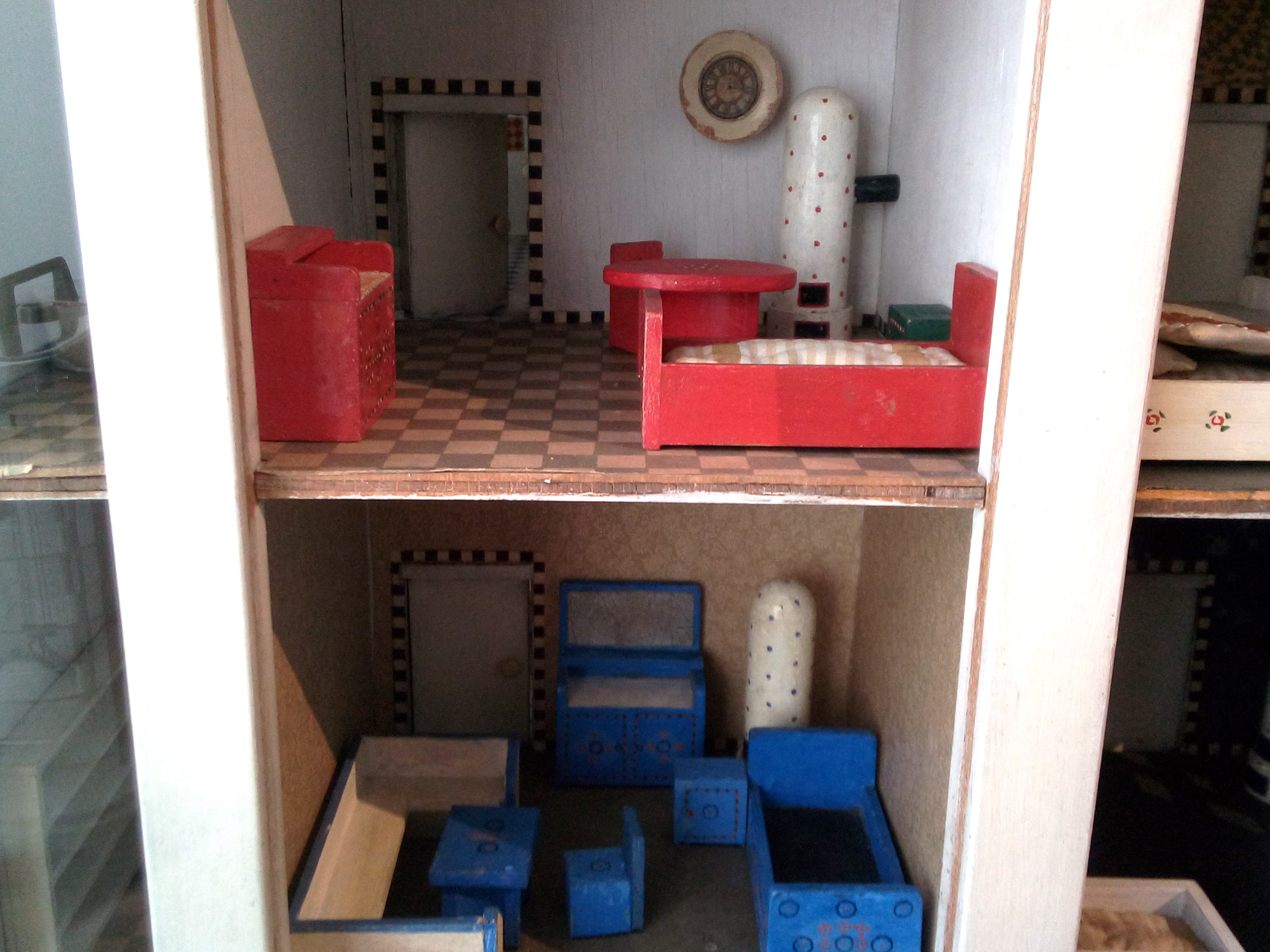
Innenräume

## Werke

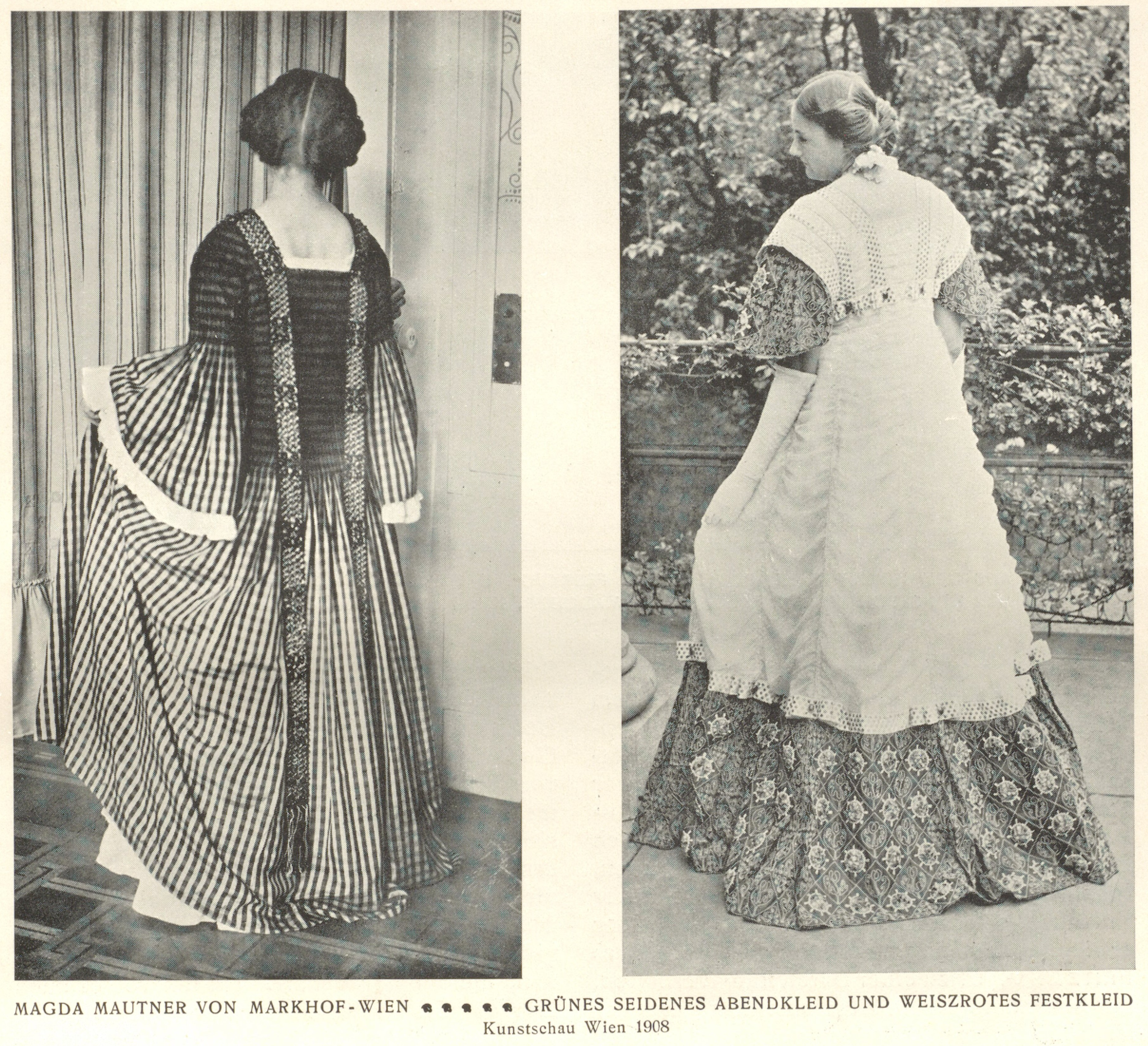
Grünes Seidenkleid und weißrotes Festkleid, 1908

- Vorsatzpapiere, Entwurf für Wandmalerei, 1903[13]
- Kalenderbilderbuch[14][15]
- Puppenhaus, 1908[16][17]
- Weiß-rotes Festkleid mit Halsschmuck, 1908[18][19]
- Grünes Kleid, 1908[18]
- Gesticktes Panneau, 1908[20]
- Gesellschaftskleid, 1908[21]
- Braunes Hauskleid, 1908[22]
- Grünes Abendkleid, 1908[22]

## Ausstellungen
- 1908 Kunstschau Wien[18]

Posthum
- 1984 Verkaufsausstellung, Galerie bei der Albertina Zetter
- 1985 Sonderausstellung des Historischen Museums der Stadt Wien, Karlsplatz im Künstlerhaus
- 2008 Gustav Klimt und die Kunstschau 1908, Unteres Belvedere Wien
- 2012 Century of the Child: Growing by Design, 1900–2000, Museum of Modern Art[23]
- 2014 Designing Modern Women 1890–1990, Museum of Modern Art[23]